# Gornji Lipovac (Brus)
Gornji Lipovac (en serbio cirílico : Горњи Липовац) es un pueblo de Serbia, situado en el municipio de Brus, en el distrito de Rasina. En el censo de 2011 contaba con 59 habitantes.

## Demografía
| 1948 | 1953 | 1961 | 1971 | 1981 | 1991 | 2002 | 2011 |
| ---- | ---- | ---- | ---- | ---- | ---- | ---- | ---- |
| 330  | 321  | 288  | 220  | 171  | 127  | 90   | 59   |